# Coucou de Rennes
La coucou de Rennes est une race de poule de la région de Rennes, en Bretagne. 

## Histoire

### Premières mentions de la Coucou de Rennes

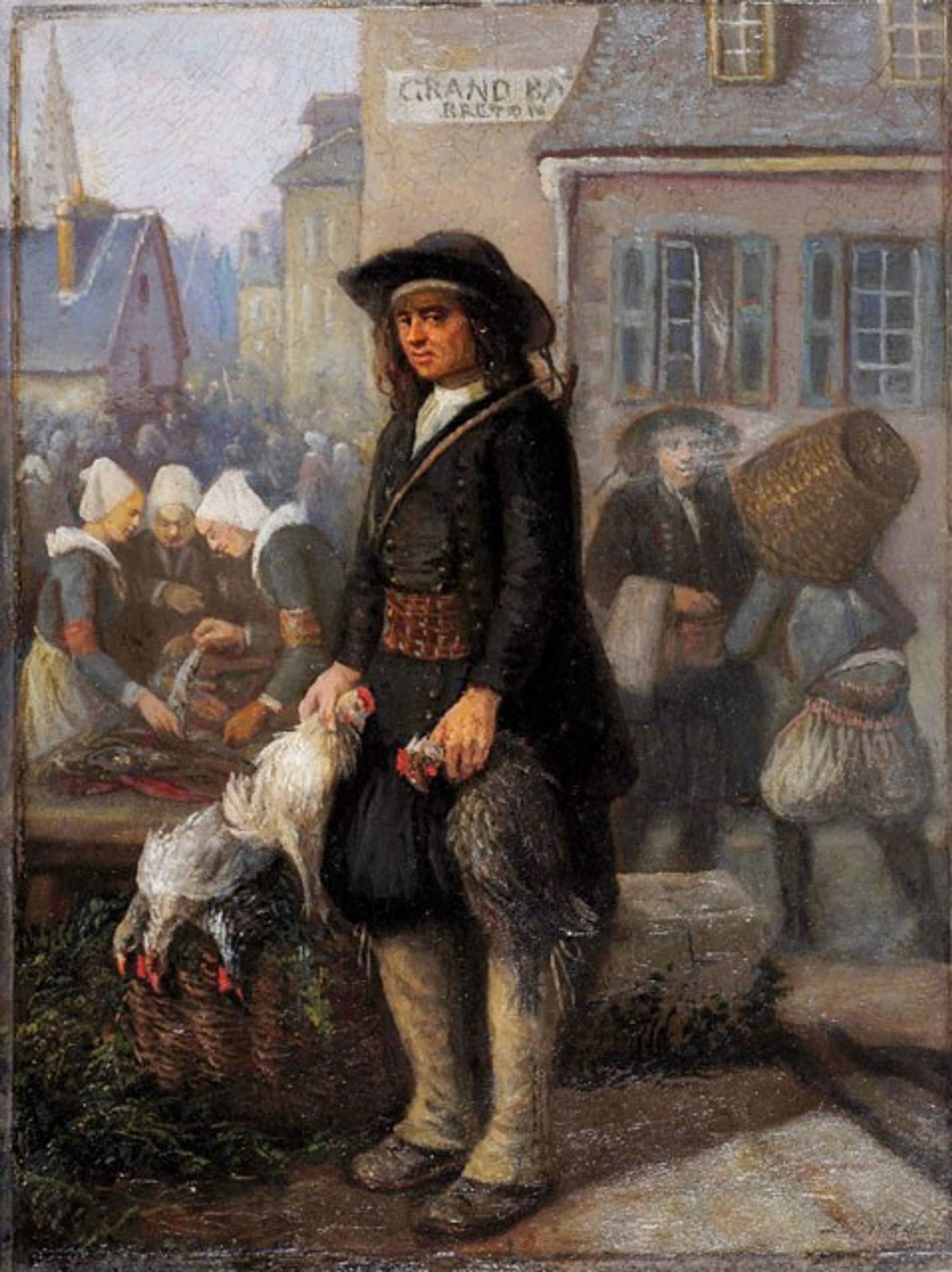
Scène de marché en Bretagne par Louis Caradec, vers 1850.

La première mention de la Coucou de Rennes est faite par Paul Letrône dans une brochure publiée à compte d'auteur en 1858. Sa description constitue le premier usage de cette dénomination. La description antérieure des poules de Haute Bretagne à la fin du XIXe siècle par le folkloriste Paul Sébillot indique que la Vergelée pourrait correspondre à la Coucou. 

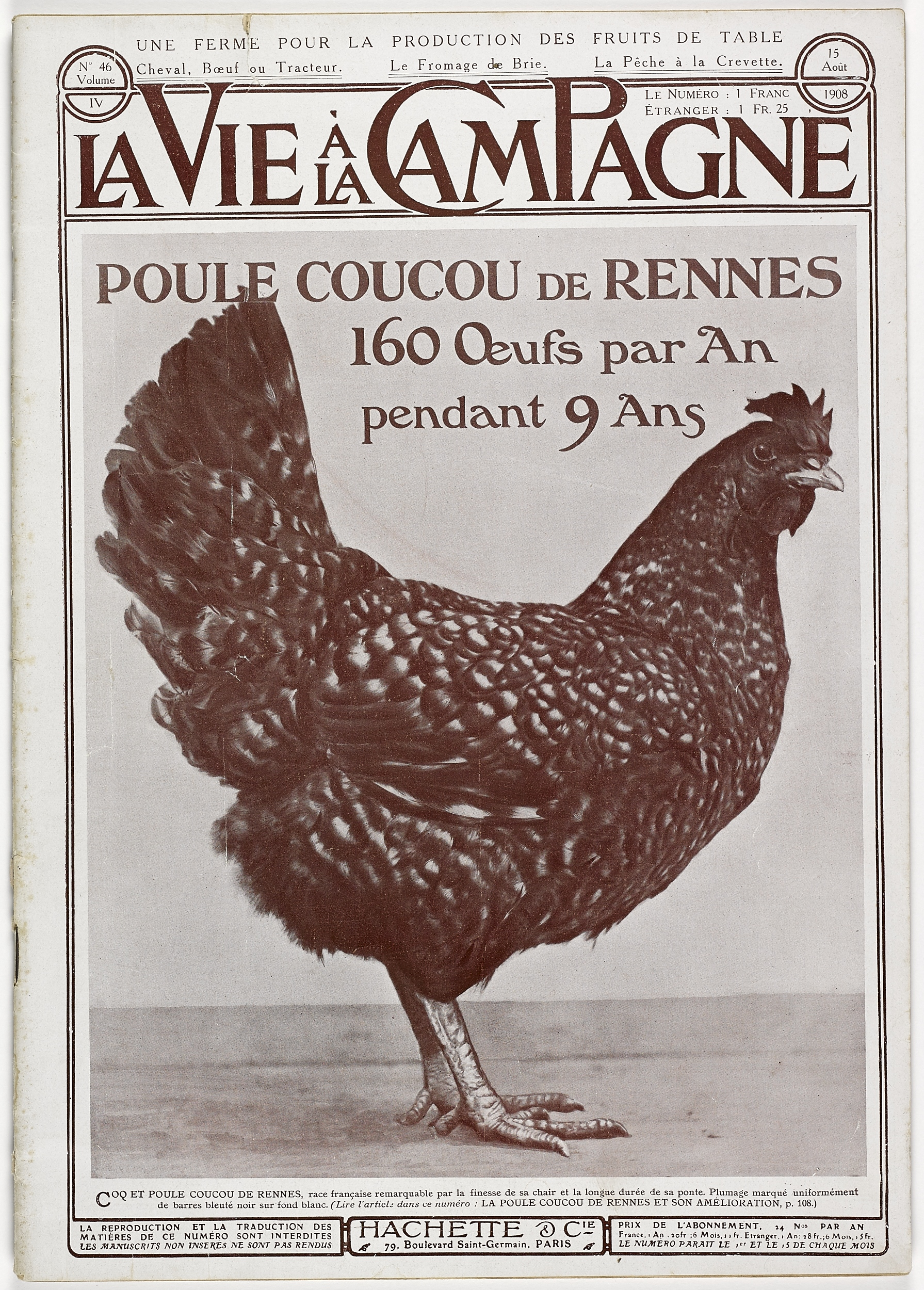
Poule Coucou de Rennes dans le magazine La Vie à la Campagne, 1908.

Les premières traces de la mise en valeur de la race se retrouvent chez l'Association bretonne, société savante régionaliste créée à Vannes en 1843. En 1888, elle décerne au comte Robert Marie Édouard Le Vassor de la Touche une médaille de bronze pour ses poules Coucou de Rennes, Houdan et Dorking. Le compte-rendu du Concours de Rennes précise que « cette race, dont on exposait des sujets irréprochables de forme, a fait l'admiration de tous les connaisseurs […] La poule Coucou, en effet, qu'on peut se procurer à des prix relativement modérés, est la véritable poule de ferme, sa croissance est rapide, elle donne une chair fine, elle est très bonne pondeuse, bonne couveuse, très bonne mère et n'a qu'un défaut celui d'être un peu sauvage et pillarde ».

### Développement et reconnaissance internationale
La Coucou de Rennes devra sa reconnaissance internationale au début de XXe siècle grâce à Edmond Ramé, un médecin issu d'une riche famille de propriétaires terriens et de négociants dans la région de Rennes,. Passionné depuis son enfance par les gallinacés, il décide de se lancer dans l'élevage de poules et écrit en 1887 à Ernest Lemoine, l'un des spécialistes en France, qui lui recommande de s'intéresser à la race locale,.
À partir des années 1880, Edmond Ramé, propriétaire aisé de plusieurs fermes dans la région de Rennes, se consacre à la sélection animale et à la promotion de la race. Devenu un éleveur reconnu au sein du monde avicole, il se fait en 1894 mécène de la Coucou en offrant des prix pour encourager son élevage. Il participe également à de nombreuses expositions, dont l'Exposition universelle de Paris en 1900. En 1903, à l'occasion du Concours général agricole, la Coucou est proclamée « meilleure race française ».
La coucou est homologuée en 1914 avec la création officielle du standard de sa race.

### Sauvegarde de la race
C'est à l'Écomusée de la Bintinais que revient sa sauvegarde. Quasiment disparue dans les années 1950, son élevage redémarre à partir de 1987, grâce à l'écomusée, qui après une année de recherche, retrouve les derniers spécimens en Maine-et-Loire, chez André Rouesné,. André Rouesné est un ancien maraîcher rennais, installé en Maine-et-Loire après une expropriation. Il découvre dans la presse locale l’appel lancé par l’écomusée. Les coucous d'André Rouesné descendent de poules achetées au fermier d’Edmond Ramé auquel le docteur avait confié ses dernières protégées. André Rouesné cède alors une dizaine de poules et coqs à l’écomusée. D’autres spécimens seront ensuite retrouvés, élargissant la base de l’élevage. La mission de sauvegarde de la race peut commencer.
En 1996, la Coucou de Rennes est considérée comme sauvée. La race s'est fait connaître auprès du grand public et de restaurateurs. Elle attire l'attention de la chambre d'agriculture d'Ille-et-Vilaine qui participe dès lors à son développement.
En 1997 est créée l'Association des producteurs de poulets coucou de Rennes, qui rassemble une douzaine de personnes autour d'un projet de création d'appellation d'origine contrôlée.

## Description

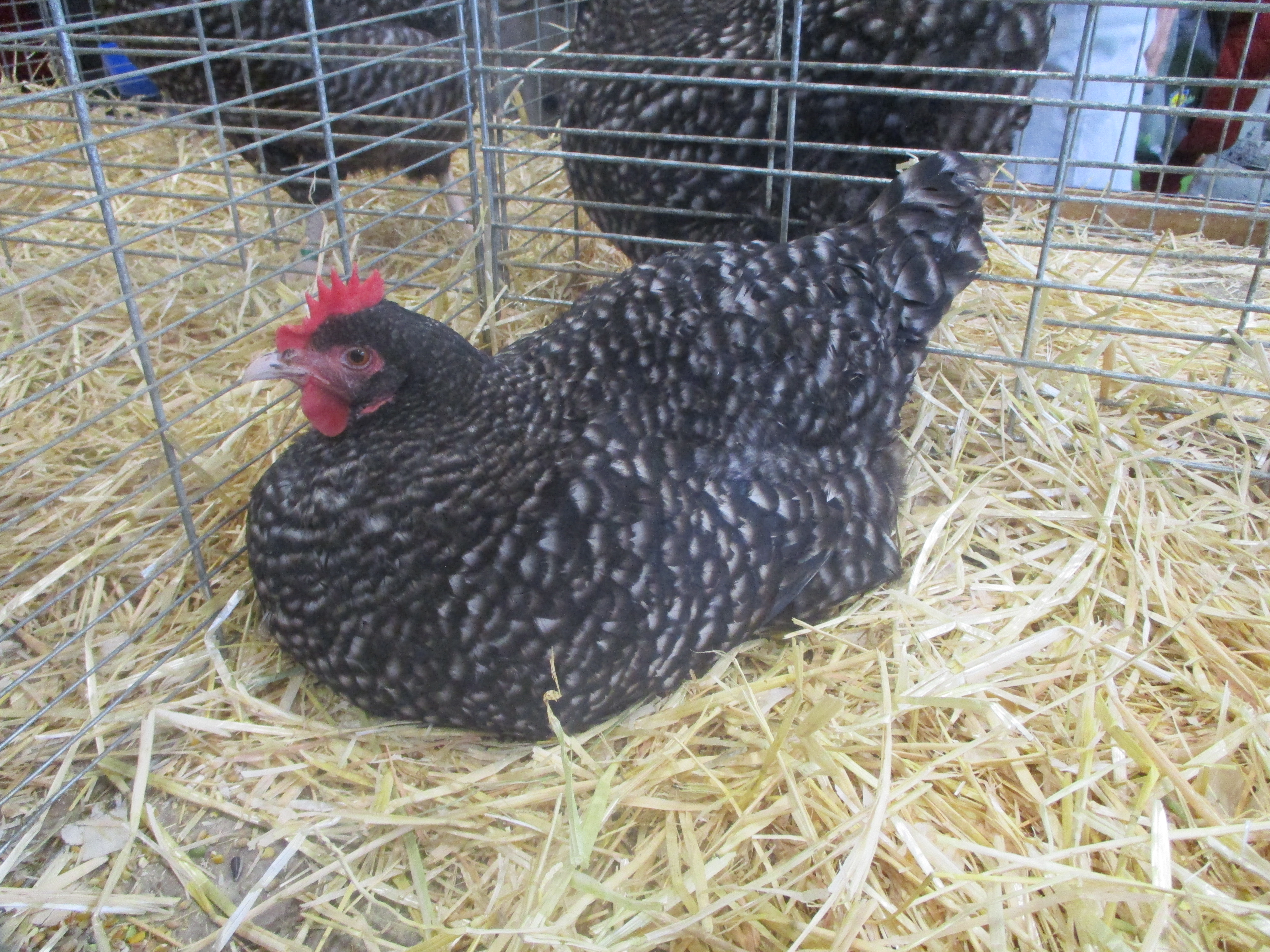
Poule Coucou de Rennes.

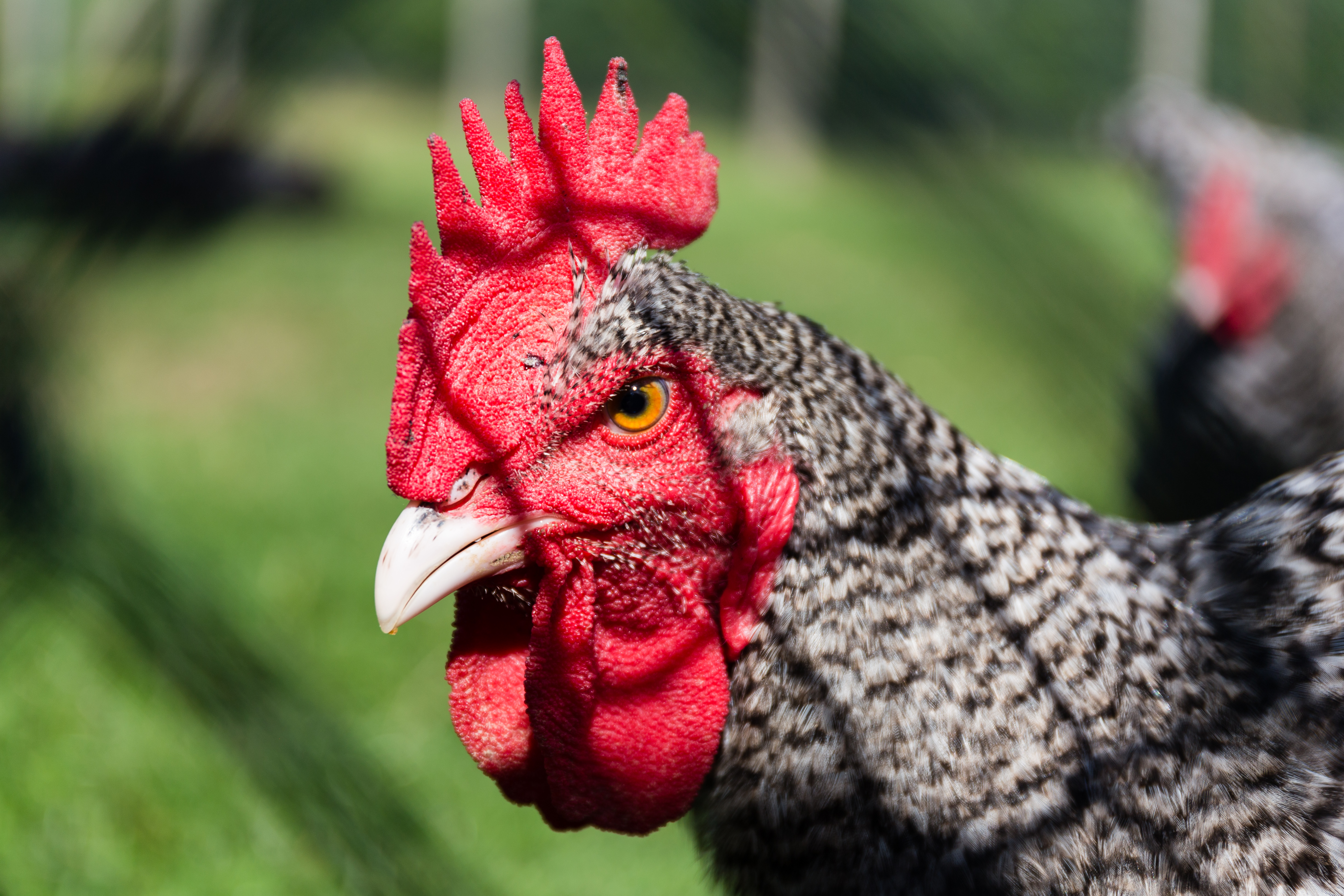
Tête du coq.

Cette volaille doit son nom à son plumage barré, rappelant celui du coucou gris.
- Masse idéale : coq : 3,5 kg ; poule : 3 kg
- Crête : simple
- Oreillons : rouges
- Couleur des yeux : rouge orangé
- Couleur de la peau : blanche
- Couleur des Tarses : clairs
- Variétés de plumage : uniquement coucou (plumage gris foncé barré de blanc sale). Le standard du docteur Ramé demande des coqs et des poules de même teinte (coucou foncé), alors que, génétiquement, le coq est souvent plus clair.
- Œufs à couver : min. 60 g
- Diamètre des bagues : coq : 22 mm ; poule : 20 mm

### Génétique
La race a un niveau d'hétérozygotie important qui prouve qu'elle n'est pas bien stabilisée au niveau génétique.

## Utilisations
Elle est élevée majoritairement pour la viande.

## Diffusion de l'élevage
C'est une race de poules locale française. 
En 2006, les éleveurs détiennent entre 500 et 600 sujets appartenant à cette race. Menacée d'extinction, la coucou de Rennes est inventoriée dans la base de données de l'Arche du goût.

## Aspects culturels
Cette race de volailles a pour particularité d'être fortement associée à la ville de Rennes et au pays de Rennes, illustrant selon le géographe Denis Chevallier les « nouveaux rapports entre ville et campagne ».